# Minenräumschnur

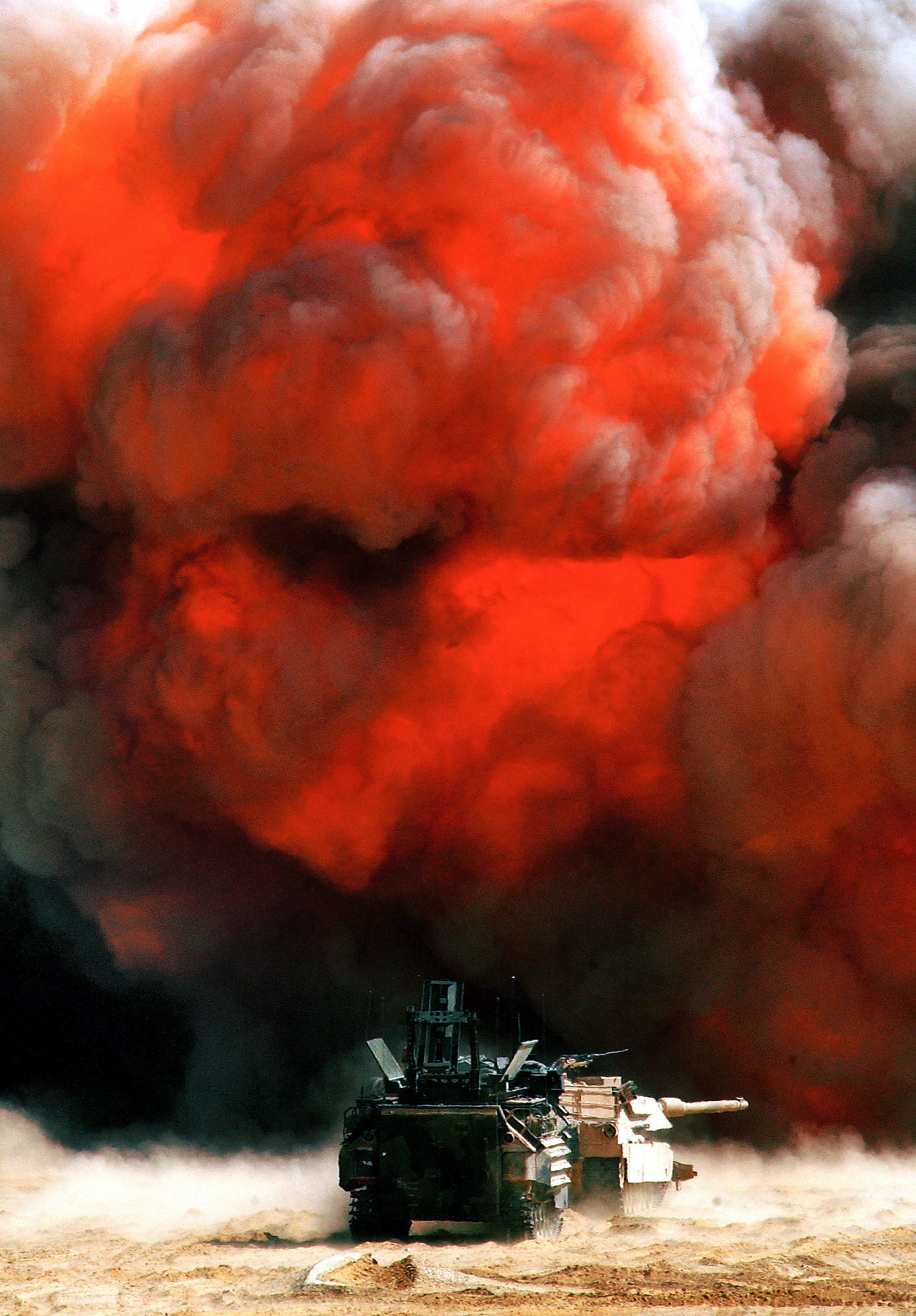
Eine MCLC explodiert vor zwei gepanzerten Fahrzeugen während der Übung Bright Star, 2001

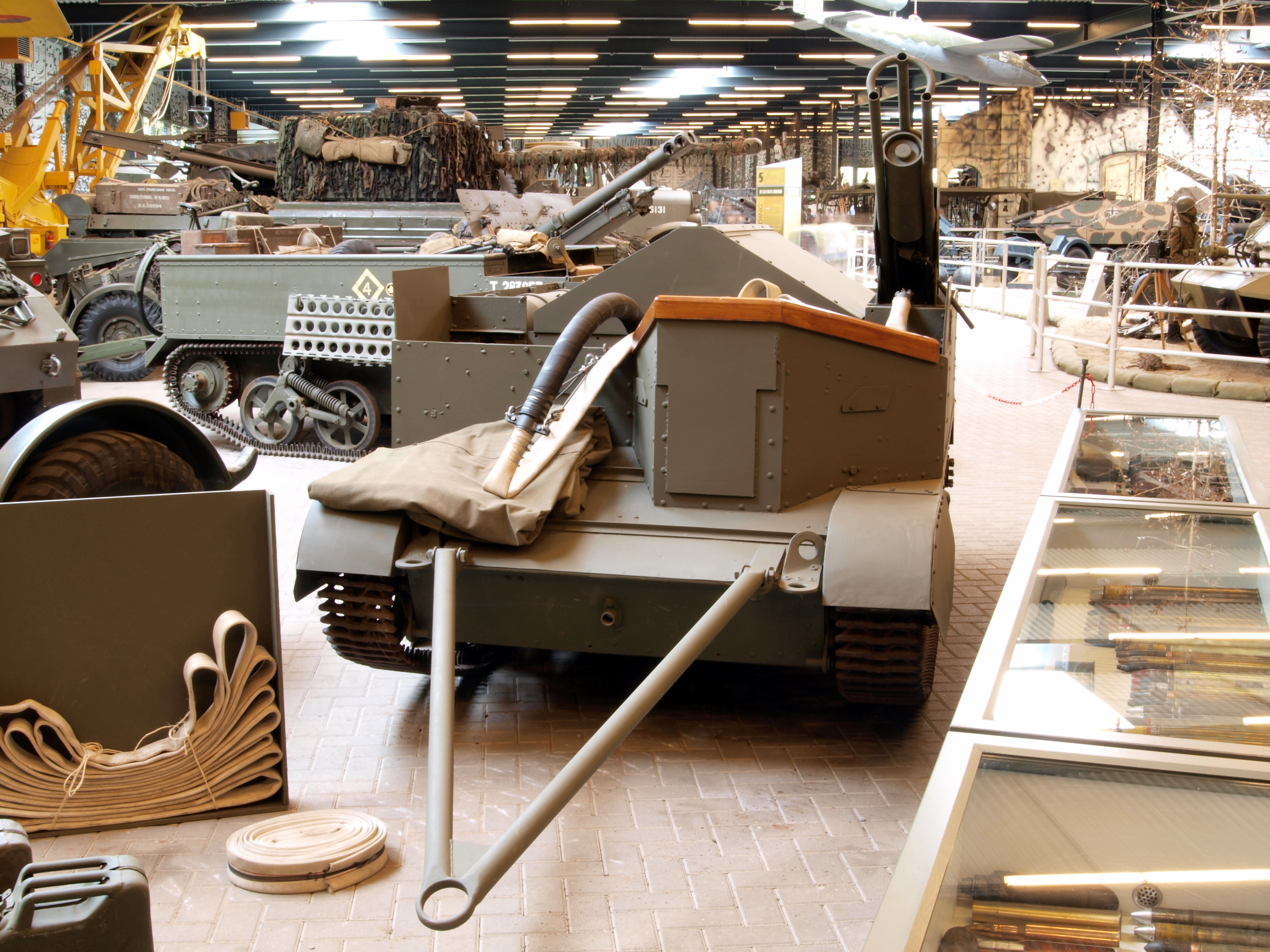
Das Conger-System aus dem Zweiten Weltkrieg

Eine Minenräumschnur oder Minenräumleiter (im englischen Mine Clearing Line Charge, abgekürzt MCLC oder MICLIC; /mɪk.lɪk/ oder „mick-lick“) ist ein Gerät, das verwendet wird, um unter Kampfbedingungen einen Durchbruch in Minenfeldern zu ermöglichen. Obwohl es viele Typen gibt, besteht das Grundkonzept darin, dass viele entlang einer Sprengschnur oder als Leiter verbundene Ladungen auf das Minenfeld geschleudert werden und dann explodieren. Dadurch sollen alle vergrabenen Minen gezündet und so den Truppen der Weg zum Überqueren geräumt werden.
Das System kann entweder tragbar oder fahrzeugmontiert sein. Tragbare Minenräumschnüre werden hauptsächlich dazu verwendet, kleinere Wege für abgesessene Infanterie freizumachen, während größere Minenräumschnur dazu dienen, Wege für Kampffahrzeuge zu räumen. Die Systeme garantieren nicht die Räumung aller Arten von Minen.

## Geschichte
Die Briten und das Commonwealth entwickelten ihre Systeme bereits während des Zweiten Weltkriegs. Die Kanadier entwickelten 1941 bis 1942 „Snake“, eine übergroße Anwendung des Bangalore-Torpedos.
Eine flexiblere Anwendung erlaubte das im Jahre 1944 entwickelte System „Conger“. Conger hatte einen gewebten Schlauch mit einem Durchmesser von 2 Zoll (51 mm), der von einer 5 Zoll (127 mm) großen Rakete gezogen wurde. Die Abschussvorrichtung war auf einem Universal Carrier montiert, der zu einem gepanzerten Kettenanhänger modifiziert wurde. Der Carrier wurde von einem Panzer, oft einem Churchill AVRE, gezogen. Die Rakete wurde abgefeuert und zog den Schlauch über das zu räumende Gebiet. Anschließend wurde mit Druckluft der flüssige Sprengstoff – etwas mehr als eine Tonne „822C“-Nitroglycerin – in den Schlauch gepumpt, bevor er zur Detonation gebracht wurde. Das System wurde nur einmal aktiv eingesetzt; am 25. September 1944 von der britischen 79th Armoured Division beim Kampf um Calais (Operation Undergo). Das flüssige Nitroglycerin war sehr gefährlich und so kam es am 20. Oktober 1944 bei dem niederländischen IJzendijke beim Transport zu einer starken Explosion mit großen Verlusten bei den kanadischen Streitkräften.

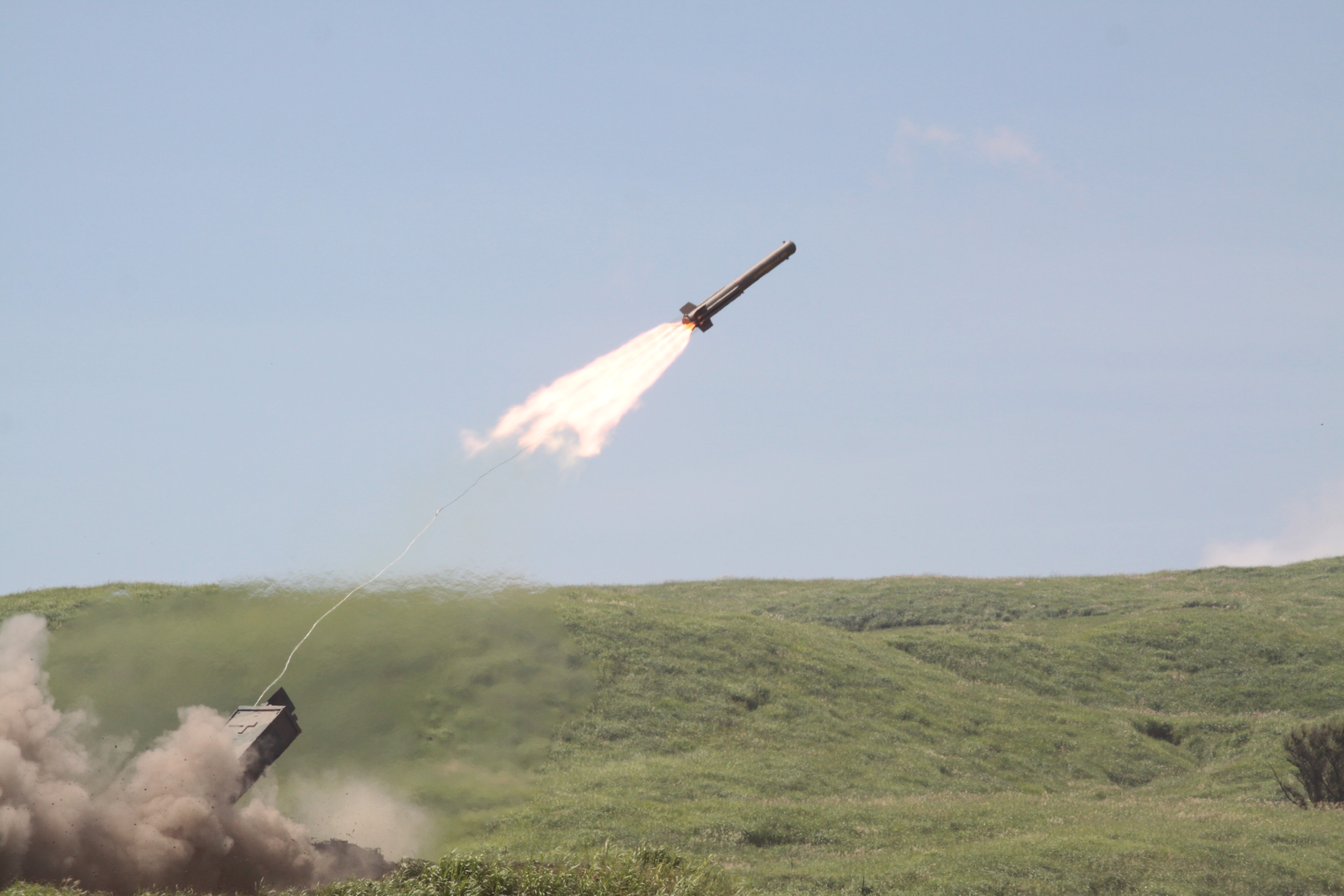
Japanischer MCLC-Start

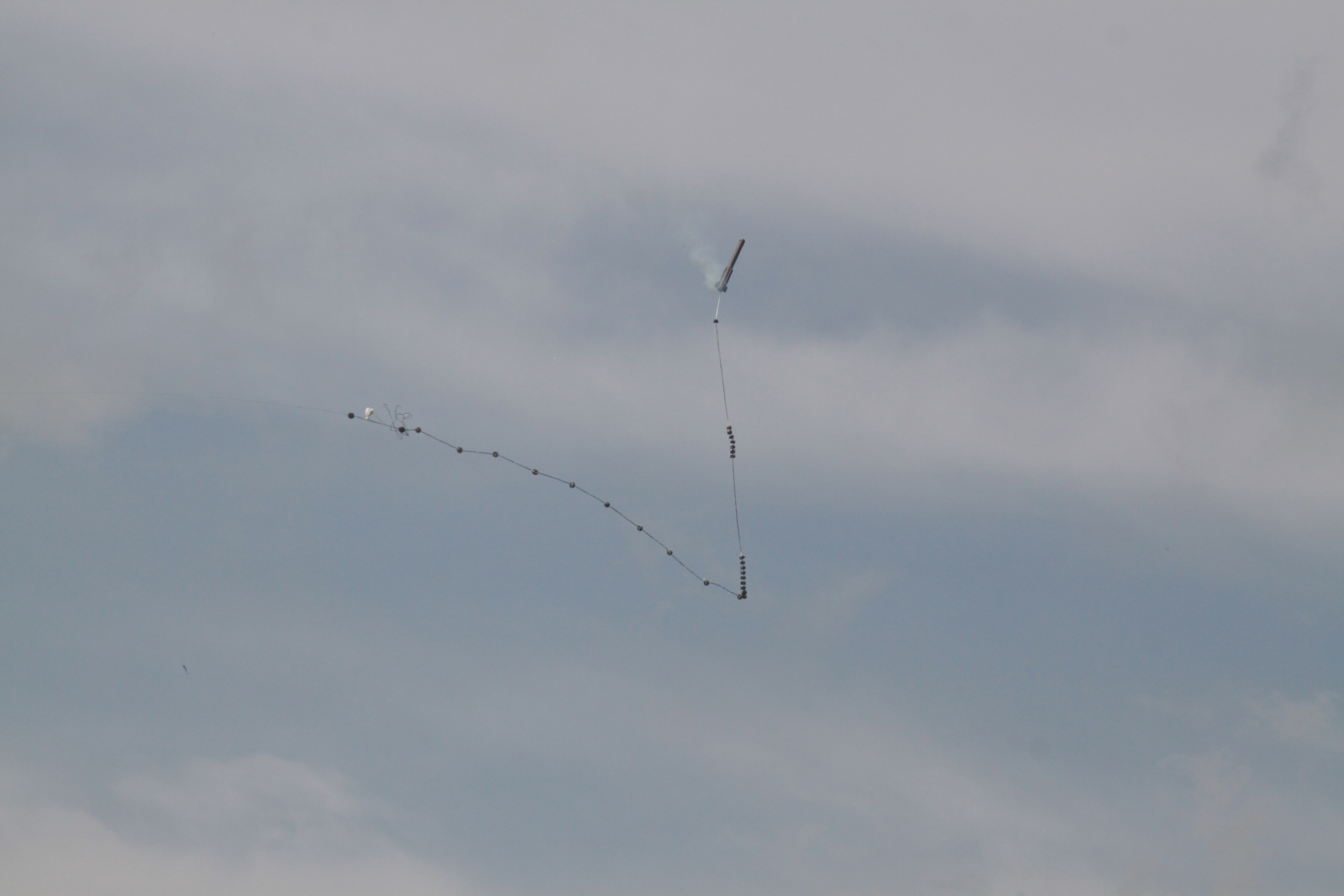
Minenräumschnur in der Luft

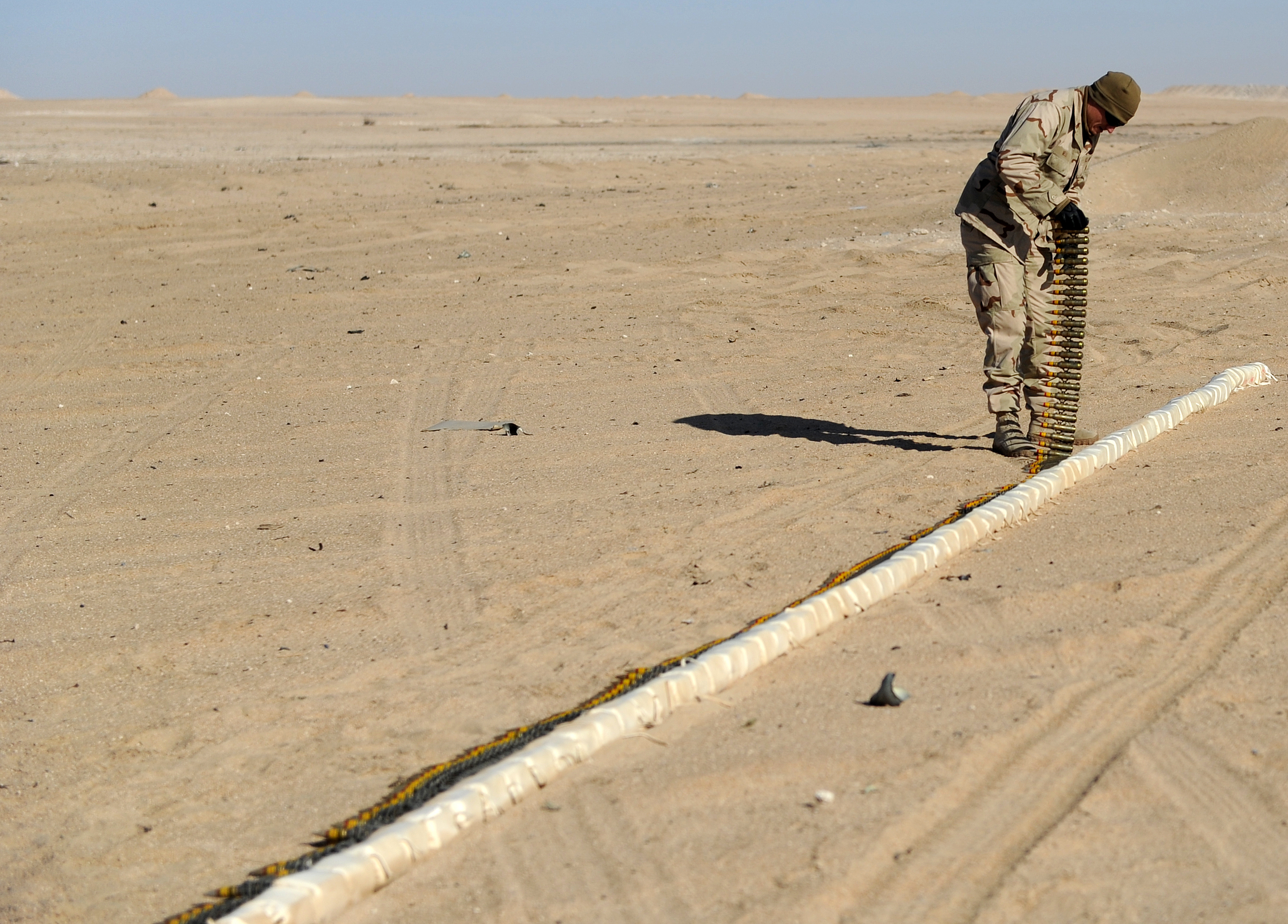
Ausgelegte Minenräumschnur zur Vernichtung überschüssiger Munition

In den 1950er Jahren führten die Briten den Giant Viper als Anhänger ein. Das System hat eine 67 mm dicke und 230 m lange Sprengschnur, die mit Plastiksprengstoff PE6 gefüllt ist. Diese wird von einem Verbund aus acht Raketen über das Minenfeld gezogen. Am Ende der Sprengschnur befinden sich drei kleine Bremsfallschirme, welche dafür sorgen, dass die Sprengschnur im Flug und nach der Landung gestreckt bleibt.
Im Jahr 1991, während des Zweiten Golfkriegs wurden Minenräumschnursysteme, wie die Giant Viper, von den Streitkräften der Multi-National Force (Koalition der Willigen) eingesetzt, um in ausgedehnte irakische Minenfelder entlang der saudisch-kuwaitischen Grenze einzudringen.
Während des südafrikanischen Grenzkrieges nutzten südafrikanische Streitkräfte das Plofadder-System, um Wege durch angolanische und kubanische Minenfelder freizumachen.

## Gegenwärtige Anwendungen
Zu den derzeit im Einsatz befindlichen Systemen gehören das britische Python Minefield Breaching System, das einen 7,3 Meter breiten und 180–200 Meter langen Weg räumen kann, und das amerikanische M58 Mine Clearing Line Charge, das einen 8 m breiten und 100 m langen Weg freimachen kann. Bei beiden handelt es sich um große, schwere Systeme, die in einem von einem Fahrzeug gezogenen Anhänger eingesetzt werden.
Die US-Armee nutzt außerdem das Antipersonnel Obstacle Breaching System, das einen Weg von 0,6 bis 1,0 Metern mal 45 Metern frei macht und leicht genug ist, um von zwei Soldaten getragen zu werden.
Die Bundeswehr nutzt die Minenräumleiter 80. Das System wird von vier Soldaten an den Einsatzort gebracht. Der 80 kg schwere Sprengstoff ist wie die Sprossen in einer Strickleiter angeordnet und kann eine bis zu 70 m tiefe Gasse räumen.
Es gab Berichte darüber, dass russische Streitkräfte die UR-77 Meteorit Systeme in Syrien als Angriffswaffen zur Zerstörung von Gebäuden bei städtischen Kämpfen einsetzten.

## Gegenmaßnahmen
Einige moderne Minen, wie die italienische SB-33-Mine, verfügen über einen Zündmechanismus, der die Mine bei allmählichem, gleichmäßigem Druck zur Explosion bringt, den Zünder jedoch blockiert, wenn sie einem plötzlichen Stoß ausgesetzt wird. Solche Minen sind resistent gegen die Auslösung durch Minenräumschnüre, sie werden nur direkt durch die Explosion zerstört. Während bei gewöhnlichen Minen 95 % in einer fahrzeugbreiten Gasse unschädlich gemacht werden, fällt die Quote bei resistenten Minen auf etwa 75 %.

## Beispiele
- Fahrzeug M58 MICLIC (MIne Clearing Line Charge)
- Python Minefield Breaching System
- Charge Line Minenräumung (Fahrzeug) – Inder
- UR-77 (УР-77) Sowjetisches Meteoriten-Minenräumsystem (von einer Rakete abgefeuerter Sprengschlauch), Ersatz des UR-67-Systems basierend auf dem BTR-50PK-Chassis.